# William Wyndham Green
Sir William Wyndham Green, britanski general, * 15. maj 1887, † 12. november 1979.